# Deltics
Deltics — второй студийный альбом британского автора-исполнителя Криса Ри, вышедший в первой половине апреля 1979 года.

## Об альбоме
Название взято как ссылка на линейку британских локомотивов, получивших прозвище «Deltic» — скорее всего от англ. Diesel-electric, — которые использовались на железных дорогах Великобритании того времени. В 2004 году был переиздан на лейбле EastWest.

## Список композиций
Слова и музыка всех песен — Криса Ри.
| №   | Название                           | Длительность |
| --- | ---------------------------------- | ------------ |
| 1.  | «Twisted Wheel»                    | 5:15         |
| 2.  | «The Things Lovers Do»             | 3:35         |
| 3.  | «Dance! (Don’t Think)»             | 3:52         |
| 4.  | «Raincoat and a Rose»              | 4:09         |
| 5.  | «Cenotaph / Letter from Amsterdam» | 5:49         |
| 6.  | «Deltics»                          | 5:28         |
| 7.  | «Diamonds»                         | 4:51         |
| 8.  | «She Gave It Away»                 | 4:00         |
| 9.  | «Don’t Want Your Best Friend»      | 3:44         |
| 10. | «No Qualifications»                | 2:20         |
| 11. | «Seabird»                          | 2:52         |

### Синглы
1. «Diamonds» с бонус-треком «Cleveland Calling».
2. «Raincoat and a Rose» с бонус-треком «No Qualifications».

## В записи участвовали
- Крис Ри — вокал, гитара, клавишные, синтезатор
- Роберт Авай — гитара
- Йохан О’Нейлл — бас
- Кевин Лич — клавишные
- Макс Миддлтон[англ.] — клавишные
- Дэйв Мэттекс[англ.] — барабаны
- Эйдриан Ри — барабаны
- Мартин Дитчэм — ударные